# Huszcza (gmina w województwie wołyńskim)

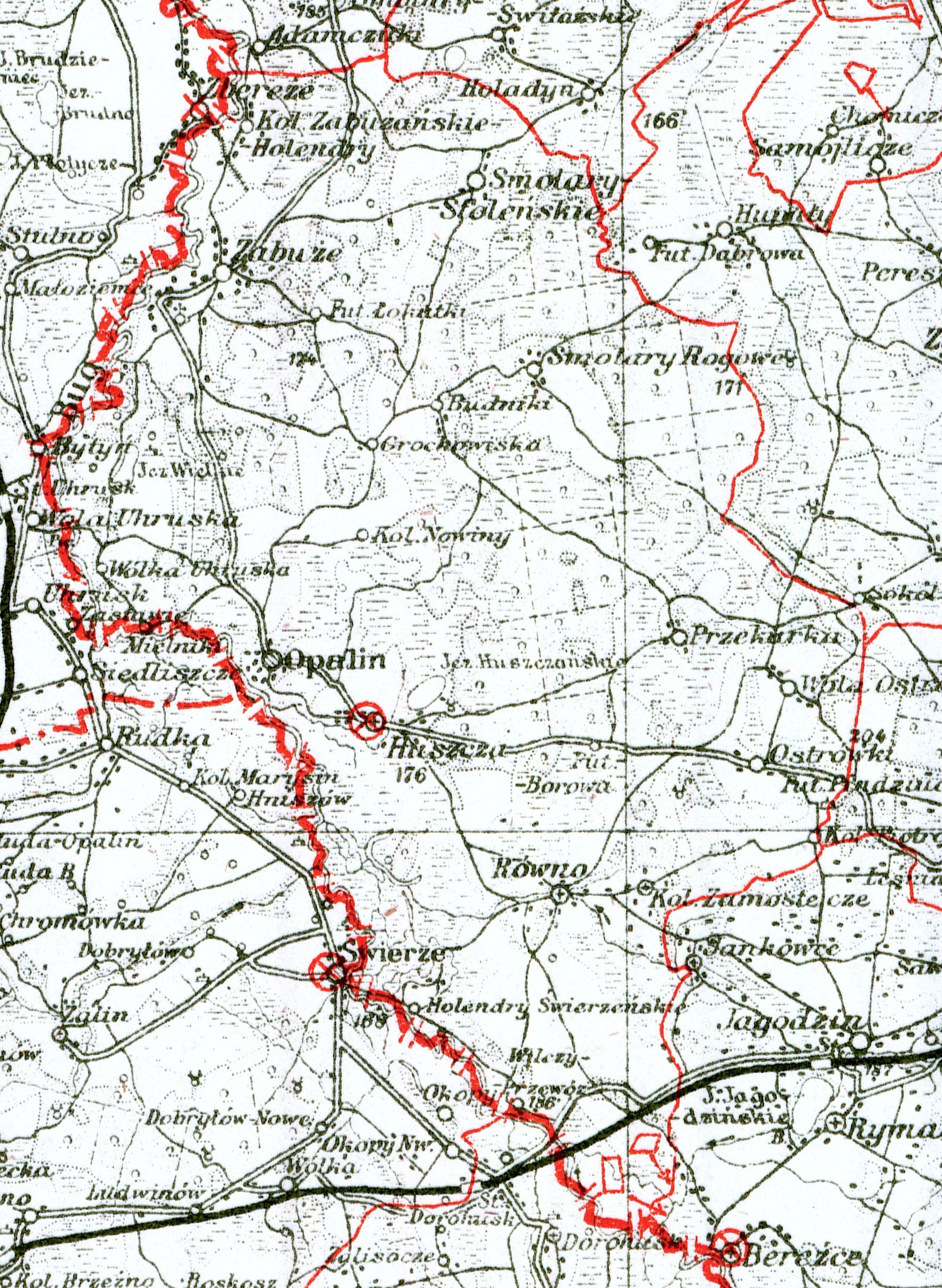
Gmina Huszcza na mapie administracyjnej RP z 1936 r.

Huszcza – dawna gmina wiejska istniejąca do 1939 roku w woj. wołyńskim (obecnie na Ukrainie). Siedzibą gminy była Huszcza.
Pod zaborami w powiecie włodzimierskim guberni wołyńskiej.
Po odzyskaniu niepodległości przez Polskę, początkowo gmina należała do powiatu włodzimierskiego. 12 grudnia 1920 r. została przyłączona do nowo utworzonego powiatu lubomelskiego pod Zarządem Terenów Przyfrontowych i Etapowych. 19 lutego 1921 r. wraz z całym powiatem weszła w skład nowo utworzonego województwa wołyńskiego. Według stanu z dnia 4 stycznia 1936 roku gmina składała się z 17 gromad. 
Po wojnie obszar gminy Huszcza wszedł w struktury administracyjne Związku Radzieckiego.